# Saint John (Antigua y Barbuda)
Saint John (en inglés y oficialmente Saint John's) es la capital de Antigua y Barbuda, un país situado en las Antillas, en el mar Caribe. Con una población de 22 215 habitantes (2010), Saint John es el centro comercial y la ciudad más poblada del país, además del principal puerto de la isla de Antigua.
Saint John ha sido el centro administrativo de Antigua y Barbuda desde que las islas fueron colonizadas por primera vez en 1632, y tras la independencia del Reino Unido en 1981 se convirtió en sede del gobierno.
Saint John es el principal centro de comunicaciones del país. La ciudad cuenta con un puerto al que arriban numerosos cruceros turísticos, y con el Aeropuerto Internacional V. C. Bird.
El desarrollo de Saint John como un paraíso fiscal ha tenido un impacto mixto en Antigua y Barbuda. Si bien trajo crecimiento económico, inversión extranjera y creación de empleo, también atrajo el escrutinio internacional y obligó al país a navegar por complejas regulaciones financieras globales. La evolución de Saint John como un paraíso fiscal resalta el equilibrio que las pequeñas naciones insulares a menudo deben mantener entre el desarrollo económico y el cumplimiento internacional.

## Historia
Saint John fue fundada en 1632 como un pequeño caserío, cuando un grupo de británicos liderados por Edward Warner llegaron a Antigua desde la vecina isla de San Cristóbal. Posteriormente, Edward Warner se convirtió en el primer gobernador de Antigua, el segundo según otras fuentes, y la isla empezó a ser poblada por ciudadanos de las islas británicas, especialmente irlandeses. Durante sus primeros años, Saint John fue atacada continuamente por los caribes y los franceses.
Para 1667 el pueblo empezó a crecer, y la llegada de esclavos de África permitió que se desarrollase la industria del cultivo de la caña de azúcar. En 1680, se inició la construcción de un fuerte en la isla Rat, frente a la bahía. Para este propósito, en septiembre de 1672, se había decidido que un esclavo de cada ocho participara en la construcción del edificio defensivo, que fue finalizado en 1704 bajo el nombre de Fort James.
Para 1689, Saint John había superado en tamaño a Falmouth, pero un huracán destruyó casi todo el pueblo al año siguiente y todas los barcos apostados en el puerto; como mínimo fueron perdidas 18 embarcaciones.
En 1702 se trazaron adecuadamente las calles y se construyó un mercado, además se designó un pregonero y guardianes del pueblo, quienes construyeron aparatos de castigo y humillación para los habitantes que cometieran crímenes menores.
En 1747 se inició la construcción de la Corte de Justicia, que cuando no era utilizada funcionaba como salón de baile. Actualmente el edificio es el Museo de Antigua y Barbuda. En 1769 un incendio destruyó 260 casas de Saint John, lo que representaba dos terceras partes de la población.

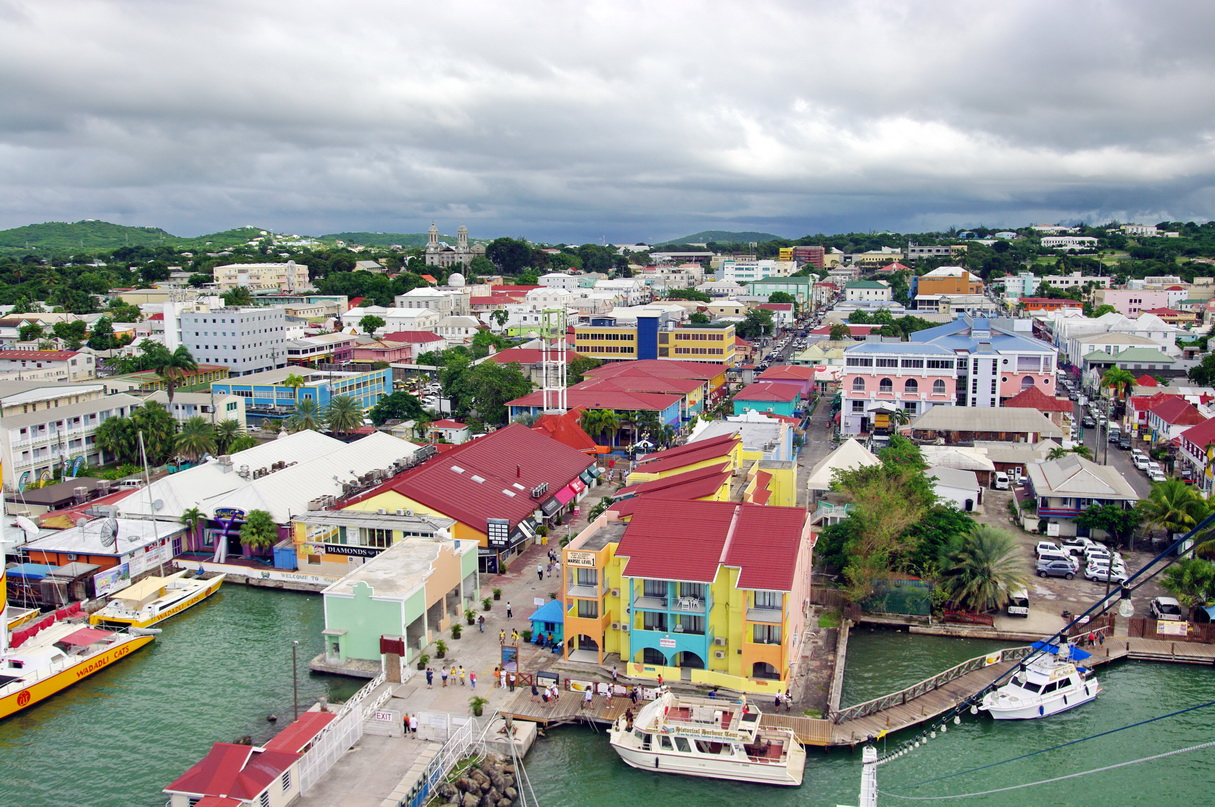
Puerto de Saint John.

En 1784, llegó el famoso almirante Horacio Nelson, todavía al inicio de su carrera, quien ordenó la construcción de un astillero que actualmente lleva su nombre, e intentó cambiar las leyes comerciales de navegación locales. Nelson no se llevó bien con la población de Saint John, y en lo posible intentó evitar entrar al pueblo, manteniéndose la mayor parte de su tiempo en su barco anclado frente a la población.
En 1801, se inició la construcción de la residencia del gobernador, que hasta entonces habitaba en casas alquiladas. En 1830 se construyó la primera biblioteca en las Antillas Británicas, aunque era privada.
En 1842, Saint John fue declarada ciudad al establecerse una diócesis.
Con la llegada de emigrantes desde Madeira la ciudad creció aún más, y en 1850 se abrió una oficina de correos. En 1867, la ciudad estableció finalmente un servicio de agua potable al construirse un embalse fuera de la misma.

## Clima

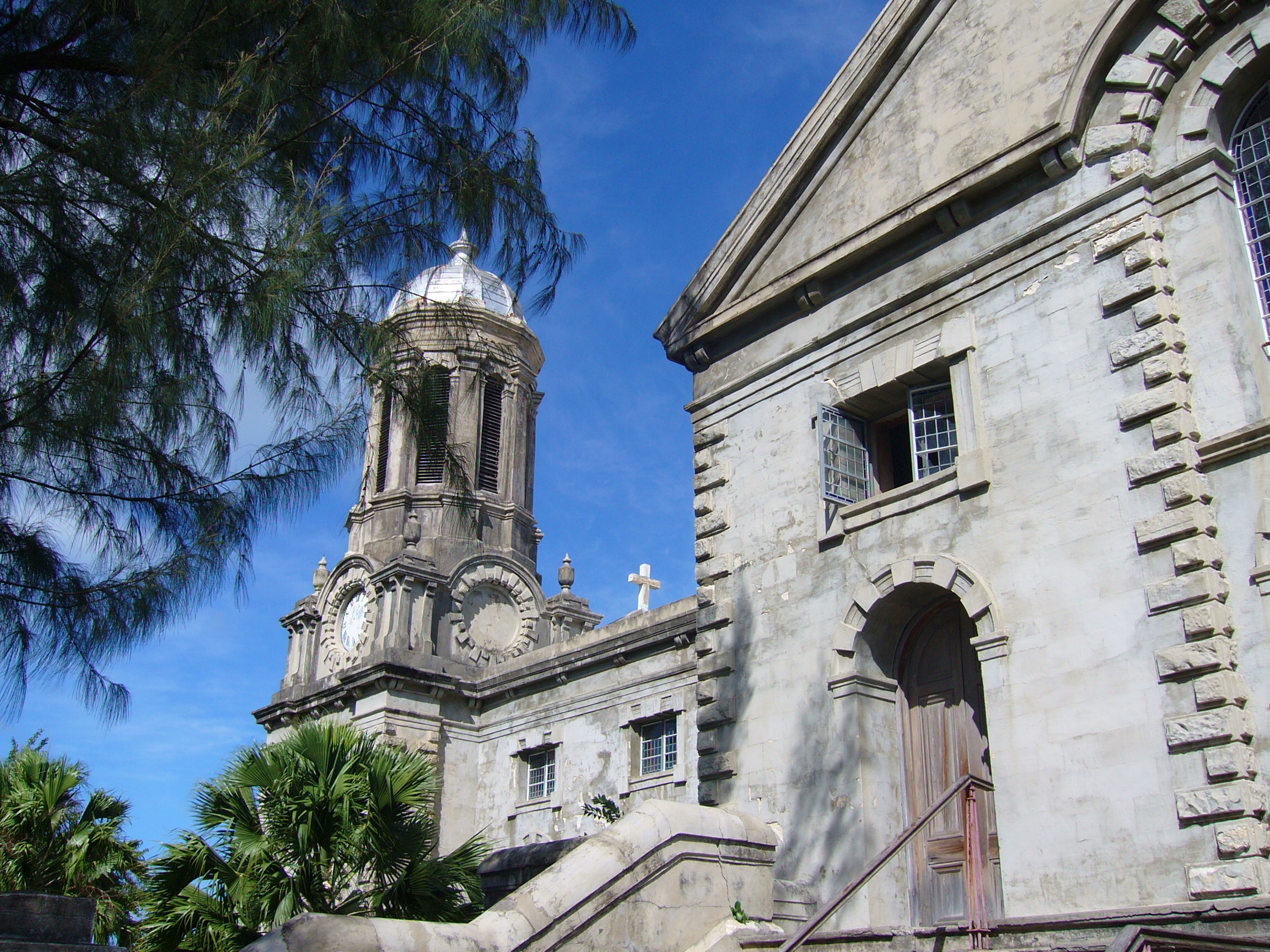
Catedral de San Juan.

| Parámetros climáticos promedio de Saint John, Antigua y Barbuda (Aeropuerto Internacional V. C. Bird) | Parámetros climáticos promedio de Saint John, Antigua y Barbuda (Aeropuerto Internacional V. C. Bird) | Parámetros climáticos promedio de Saint John, Antigua y Barbuda (Aeropuerto Internacional V. C. Bird) | Parámetros climáticos promedio de Saint John, Antigua y Barbuda (Aeropuerto Internacional V. C. Bird) | Parámetros climáticos promedio de Saint John, Antigua y Barbuda (Aeropuerto Internacional V. C. Bird) | Parámetros climáticos promedio de Saint John, Antigua y Barbuda (Aeropuerto Internacional V. C. Bird) | Parámetros climáticos promedio de Saint John, Antigua y Barbuda (Aeropuerto Internacional V. C. Bird) | Parámetros climáticos promedio de Saint John, Antigua y Barbuda (Aeropuerto Internacional V. C. Bird) | Parámetros climáticos promedio de Saint John, Antigua y Barbuda (Aeropuerto Internacional V. C. Bird) | Parámetros climáticos promedio de Saint John, Antigua y Barbuda (Aeropuerto Internacional V. C. Bird) | Parámetros climáticos promedio de Saint John, Antigua y Barbuda (Aeropuerto Internacional V. C. Bird) | Parámetros climáticos promedio de Saint John, Antigua y Barbuda (Aeropuerto Internacional V. C. Bird) | Parámetros climáticos promedio de Saint John, Antigua y Barbuda (Aeropuerto Internacional V. C. Bird) | Parámetros climáticos promedio de Saint John, Antigua y Barbuda (Aeropuerto Internacional V. C. Bird) |
| Mes                                                                                                   | Ene.                                                                                                  | Feb.                                                                                                  | Mar.                                                                                                  | Abr.                                                                                                  | May.                                                                                                  | Jun.                                                                                                  | Jul.                                                                                                  | Ago.                                                                                                  | Sep.                                                                                                  | Oct.                                                                                                  | Nov.                                                                                                  | Dic.                                                                                                  | Anual                                                                                                 |
| --- | --- | --- | --- | --- | --- | --- | --- | --- | --- | --- | --- | --- | --- |
| Temp. máx. abs. (°C)                                                                                  | 31.2                                                                                                  | 31.8                                                                                                  | 32.9                                                                                                  | 32.7                                                                                                  | 34.1                                                                                                  | 32.9                                                                                                  | 33.5                                                                                                  | 34.9                                                                                                  | 34.3                                                                                                  | 33.2                                                                                                  | 32.6                                                                                                  | 31.5                                                                                                  | 34.9                                                                                                  |
| Temp. máx. media (°C)                                                                                 | 28.3                                                                                                  | 28.4                                                                                                  | 28.8                                                                                                  | 29.4                                                                                                  | 30.2                                                                                                  | 30.6                                                                                                  | 30.9                                                                                                  | 31.2                                                                                                  | 31.1                                                                                                  | 30.6                                                                                                  | 29.8                                                                                                  | 28.8                                                                                                  | 29.8                                                                                                  |
| Temp. media (°C)                                                                                      | 25.4                                                                                                  | 25.2                                                                                                  | 25.6                                                                                                  | 26.3                                                                                                  | 27.2                                                                                                  | 27.9                                                                                                  | 28.2                                                                                                  | 28.3                                                                                                  | 28.1                                                                                                  | 27.5                                                                                                  | 26.8                                                                                                  | 25.9                                                                                                  | 26.9                                                                                                  |
| Temp. mín. media (°C)                                                                                 | 22.4                                                                                                  | 22.2                                                                                                  | 22.7                                                                                                  | 23.4                                                                                                  | 24.5                                                                                                  | 25.3                                                                                                  | 25.3                                                                                                  | 25.5                                                                                                  | 25.0                                                                                                  | 24.4                                                                                                  | 23.9                                                                                                  | 23.0                                                                                                  | 24.0                                                                                                  |
| Temp. mín. abs. (°C)                                                                                  | 15.5                                                                                                  | 16.6                                                                                                  | 17.0                                                                                                  | 16.6                                                                                                  | 17.8                                                                                                  | 19.7                                                                                                  | 20.6                                                                                                  | 19.3                                                                                                  | 20.0                                                                                                  | 20.0                                                                                                  | 17.7                                                                                                  | 16.1                                                                                                  | 15.5                                                                                                  |
| Precipitación total (mm)                                                                              | 56.6                                                                                                  | 44.9                                                                                                  | 46.0                                                                                                  | 72.0                                                                                                  | 89.6                                                                                                  | 62.0                                                                                                  | 86.5                                                                                                  | 99.4                                                                                                  | 131.6                                                                                                 | 142.2                                                                                                 | 135.1                                                                                                 | 83.4                                                                                                  | 1049.2                                                                                                |
| Días de precipitaciones (≥ 1.0 mm)                                                                    | 11.1                                                                                                  | 8.7                                                                                                   | 7.3                                                                                                   | 7.2                                                                                                   | 8.6                                                                                                   | 8.3                                                                                                   | 11.8                                                                                                  | 12.7                                                                                                  | 12.0                                                                                                  | 12.9                                                                                                  | 12.4                                                                                                  | 12.1                                                                                                  | 124.7                                                                                                 |
| Fuente: Antigua/Barbuda Meteorological Services 2012                                                  | | | | | | | | | | | | | |

## Patrimonio

### Catedral de San Juan
El horizonte de Saint John está dominado por las blancas torres barrocas de la catedral de San Juan. El actual edificio fue construido en 1845, siendo este el tercer templo que aloja la catedral, tras las destrucciones de los anteriores en sendos terremotos, en 1683 y 1745. Las puertas de hierro de la fachada sur de la catedral están flaqueadas por pilares decorados con estatuas de San Juan Evangelista y San Juan Bautista. Estas figuras fueron robadas por el barco HMP Temple en 1756 de un navío francés que se dirigía a la Martinica.

### Museo de Antigua y Barbuda

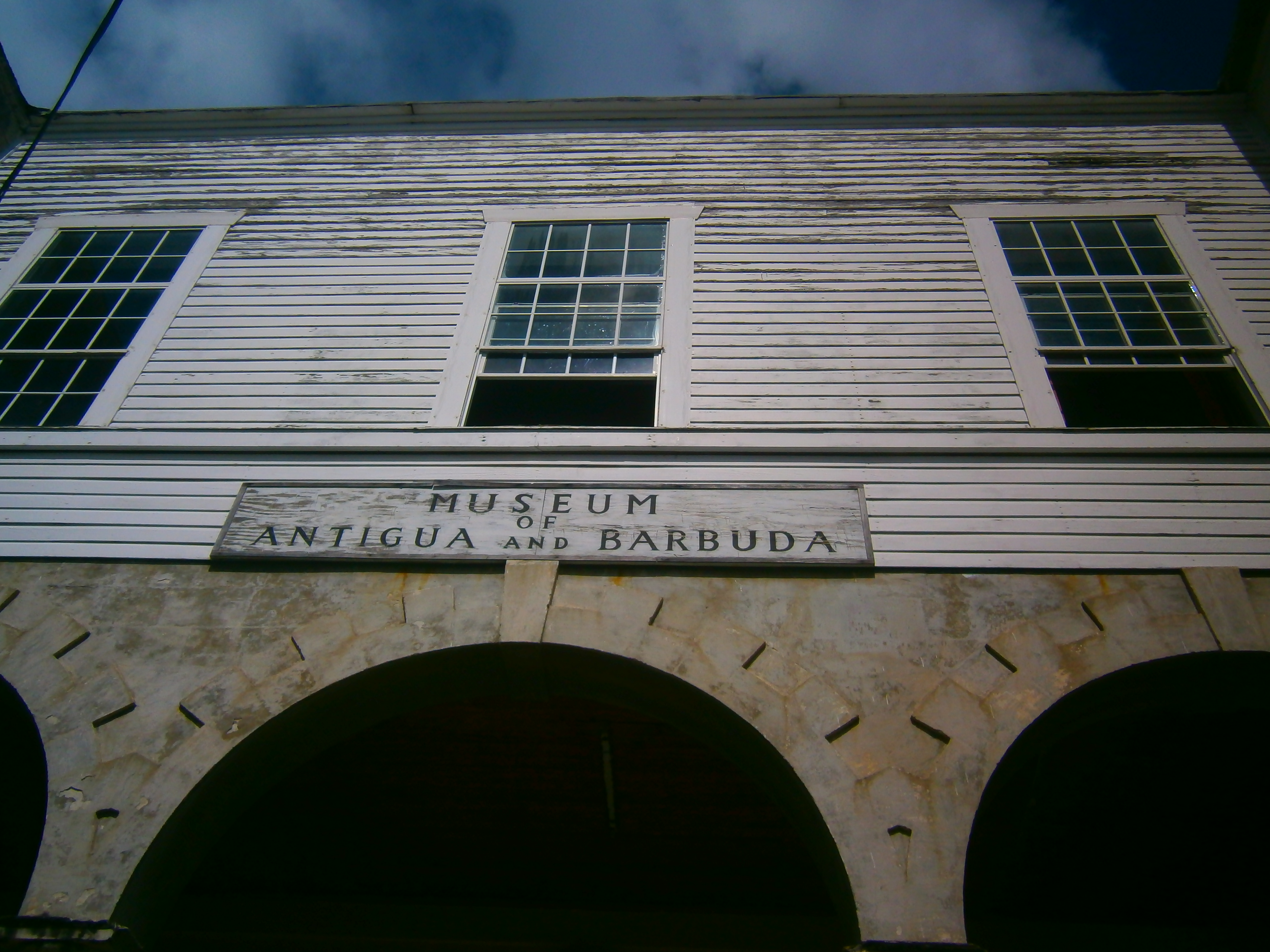
Museo de Antigua y Barbuda (Saint John's).

El Museo de Antigua y Barbuda está situado en la esquina de Long Street y Market Street, y ocupa el edificio del antiguo tribunal colonial, construido en 1747 en el solar que ocupaba el primer mercado de la ciudad. Es el edificio en uso más antiguo de Saint John's. Las exposiciones arqueológicas del museo muestran la vida de los primeros habitantes del país, así como la de los esclavos y colonos. El museo expone utensilios arahuacos y coloniales procedentes de las excavaciones arqueológicas de las islas. También muestra una réplica de una casa arahuaca y maquetas de la plantaciones de azúcar que explican la historia del país. El museo conserva asimismo un bate de crícket del jugador antiguano Viv Richards.

### Palacio gubernamental
El palacio gubernamental de Saint John's es la residencia y sede del gobernador general de Antigua. El edificio fue construido en estilo colonial y está rodeado de jardines. Se encuentra en la zona este de la ciudad. El edificio no tiene visitas turísticas regulares, aunque pueden ser concertadas en el Departamento de Turismo de Antigua y Barbuda en Long Street.

### Fort James

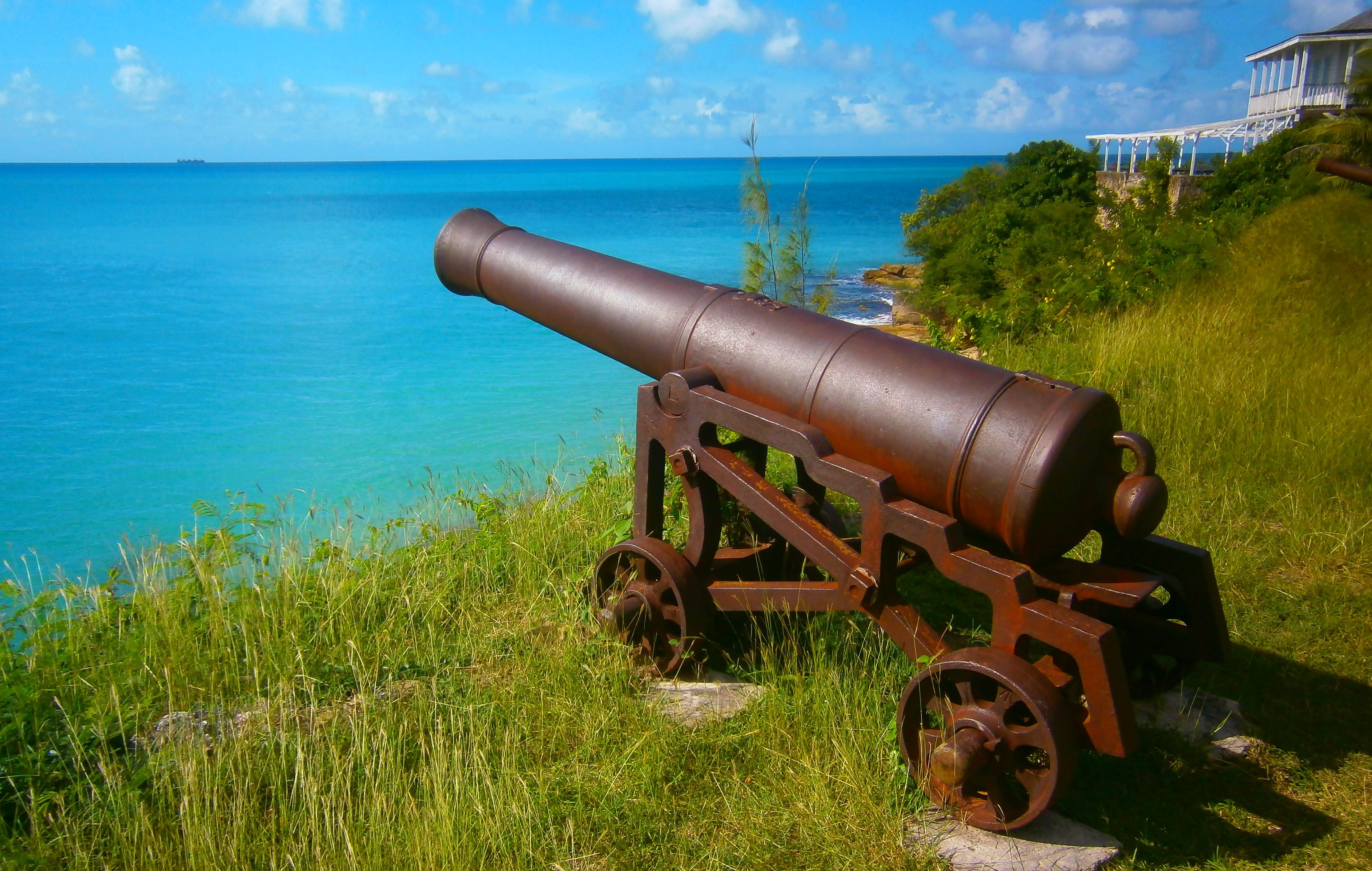
Antiguos cañones en Fort James, frente a las aguas turquesas del Caribe.

Fort James fue construido en 1739 para proteger el puerto de Saint John's, siendo uno de los muchos fuertes que Gran Bretaña construyó en sus colonias caribeñas en el siglo XVIII para salvaguardarlas de las invasiones de la Marina francesa. Se sitúa en un cabo en la zona noroeste de la ciudad. En él se conservan los antiguos polvorines, cañones de defensa y los cimientos de las murallas del fuerte. El principal atractivo turístico de Fort James son las excelentes vistas al puerto de Saint John's. Existen otros fuertes en las inmediaciones, como Fort George, Fort Charles, Fort Shirley, Fort Berkeley y Fort Barrington.

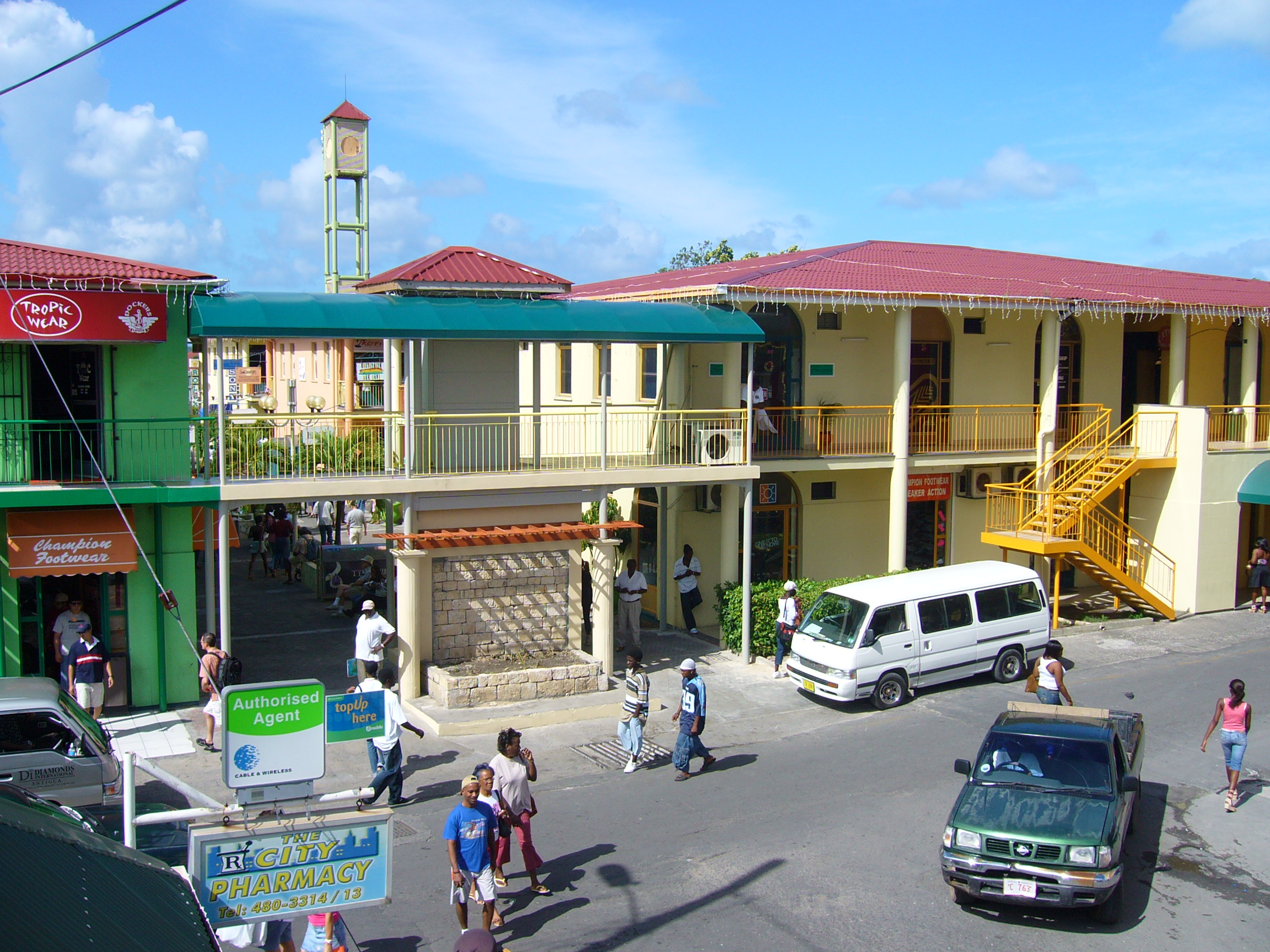
Heritage Quay.

### Otros aspectos

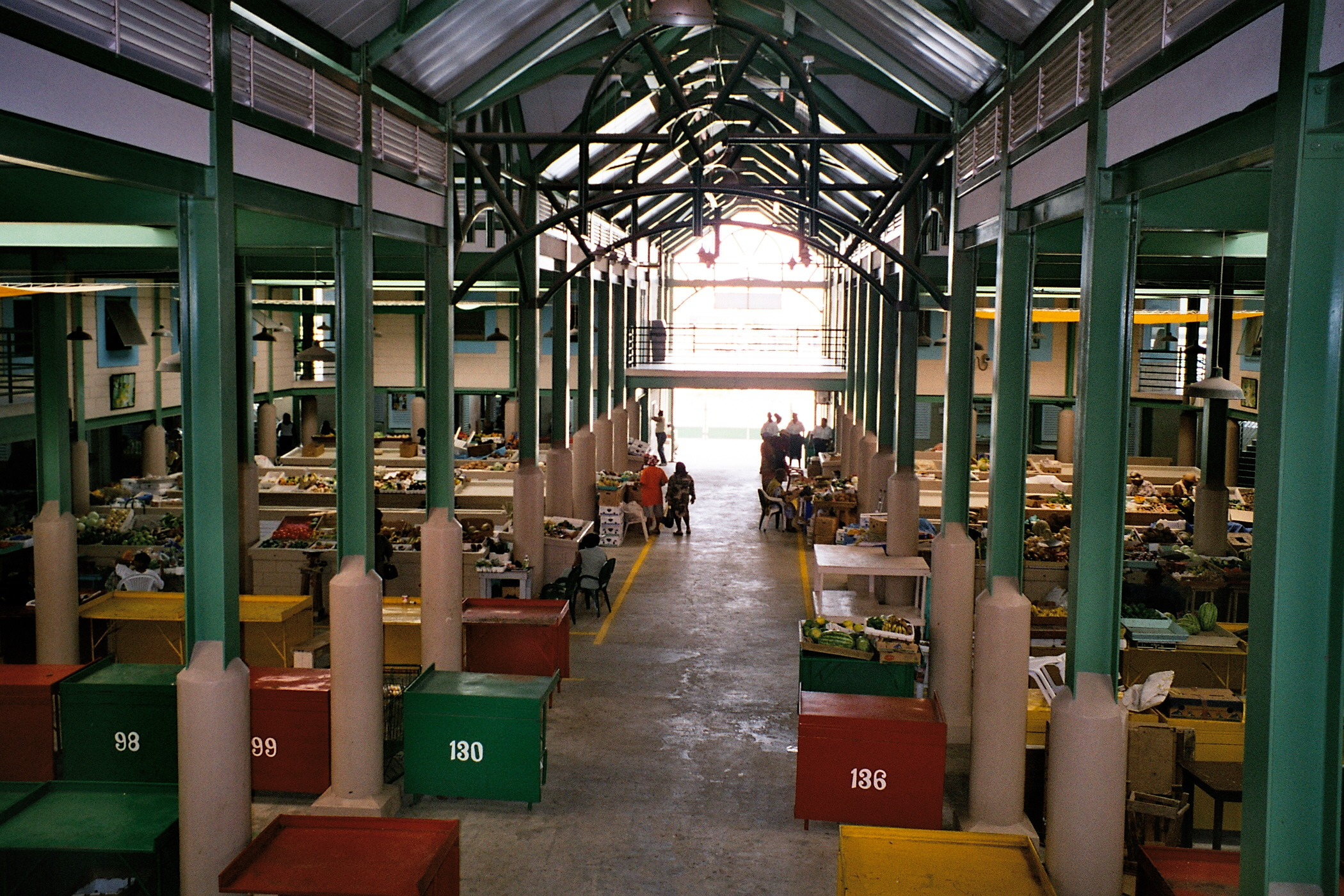
Mercado de Saint John's.

Los viernes y sábados por la mañana, se celebra un mercado de productos agrícolas y artesanías en las afueras al sur de la ciudad. Saint John's cuenta con un nuevo muelle para navíos de crucero, un centro comercial y numerosas tiendas, y una gran oferta hotelera, que hacen de la ciudad un centro de turístico con una gran oferta para hacer compras y salir a cenar.
La antigua destilería de ron se encuentra en la Ciudadela, y se trata de la única destilería de ron de la isla, que produce más de 681.374 l (180.000 galones) de ron embotellado.
Saint John's cuenta con un jardín botánico, el Jardín Botánico de Antigua, situado cerca de la intersección de Factory Road y de Independence Avenue.
El Museo de Arte de la Marina, situado en Gambles Terrace, es una pequeña instalación que alberga rocas fósiles, piedras volcánicas, madera petrificada y una colección de más de 10 000 conchas. También exhibe objetos de varios naufragios de navíos británicos.

## Economía
El turismo domina la economía del país en general y produce casi 60% del PIB y 40% de las inversiones. La disminución de turistas desde el año 2000 tuvo como consecuencia  que el gobierno llevase al país a convertirse en un paraíso fiscal.
La moneda oficial es el Dólar del Caribe Oriental (East Caribean Dollar), con una paridad fija de 2,7:1 con el dólar estadounidense desde el año 1976.

### Centro financiero
Saint John, la capital de Antigua y Barbuda, ha evolucionado hasta convertirse en un importante centro financiero, en gran parte debido a los esfuerzos estratégicos del país para convertirse en un paraíso fiscal. En las últimas décadas, el gobierno de Antigua y Barbuda ha logrado posicionarse como un destino atractivo para las empresas internacionales, especialmente mediante la oferta de políticas fiscales favorables, bajas tasas impositivas y confidencialidad. Esta transformación comenzó de manera decidida durante las décadas de 1980 y 1990, cuando el gobierno buscó diversificar la economía del país, que tradicionalmente dependía de la agricultura y el turismo.
La decisión del gobierno de establecer un entorno fiscal favorable estuvo impulsada por la necesidad de estimular el crecimiento económico y atraer inversiones extranjeras. Antigua y Barbuda implementó políticas como la ausencia de impuestos sobre las ganancias de capital, la ausencia de impuestos sobre la herencia y bajas tasas impositivas corporativas. Estas políticas, junto con un sólido marco legal y regulatorio, hicieron del país una ubicación atractiva para la banca offshore, empresas internacionales (IBC) y fideicomisos. Además, la creación por parte del gobierno de servicios financieros especializados, como la Ley de Corporaciones Internacionales (IBC) en 1982, permitió la fácil constitución de empresas offshore, atrayendo a individuos y empresas adineradas que buscaban minimizar sus obligaciones fiscales.
Como resultado, el sector financiero de Saint John experimentó un crecimiento significativo. La afluencia de empresas offshore y negocios internacionales contribuyó a una expansión rápida de los servicios bancarios, la asesoría legal y las firmas contables, consolidando aún más a Antigua y Barbuda en el sistema financiero global. Los beneficios para el país incluyeron un aumento en el empleo, el desarrollo de infraestructura y un impulso a los negocios locales que atendían a clientes internacionales.
Sin embargo, este desarrollo no vino sin desafíos. A medida que Antigua y Barbuda se convirtió en un conocido paraíso fiscal, las agencias fiscales internacionales, especialmente de Estados Unidos y la Unión Europea, comenzaron a expresar su preocupación. El país se vio envuelto en discusiones internacionales sobre transparencia, prácticas contra el lavado de dinero y evasión fiscal. Las agencias fiscales de países más ricos empezaron a examinar de cerca el flujo de fondos hacia Saint John, sospechando que algunos individuos y corporaciones estaban utilizando las laxas regulaciones de Antigua para evadir impuestos en sus países de origen.
La presión internacional llevó a Antigua y Barbuda a firmar acuerdos con varios países, incluidos Estados Unidos, para mejorar la transparencia financiera y combatir el lavado de dinero. El gobierno hizo esfuerzos para cumplir con los estándares globales, incluidos su ingreso en la Organización para la Cooperación y el Desarrollo Económicos (OCDE) en su lucha contra las prácticas fiscales perjudiciales. Si bien estos acuerdos ayudaron a mejorar la imagen internacional del país, también representaron un desafío para el sector financiero, ya que el atractivo de la completa confidencialidad y la mínima regulación disminuyó.

## Deportes

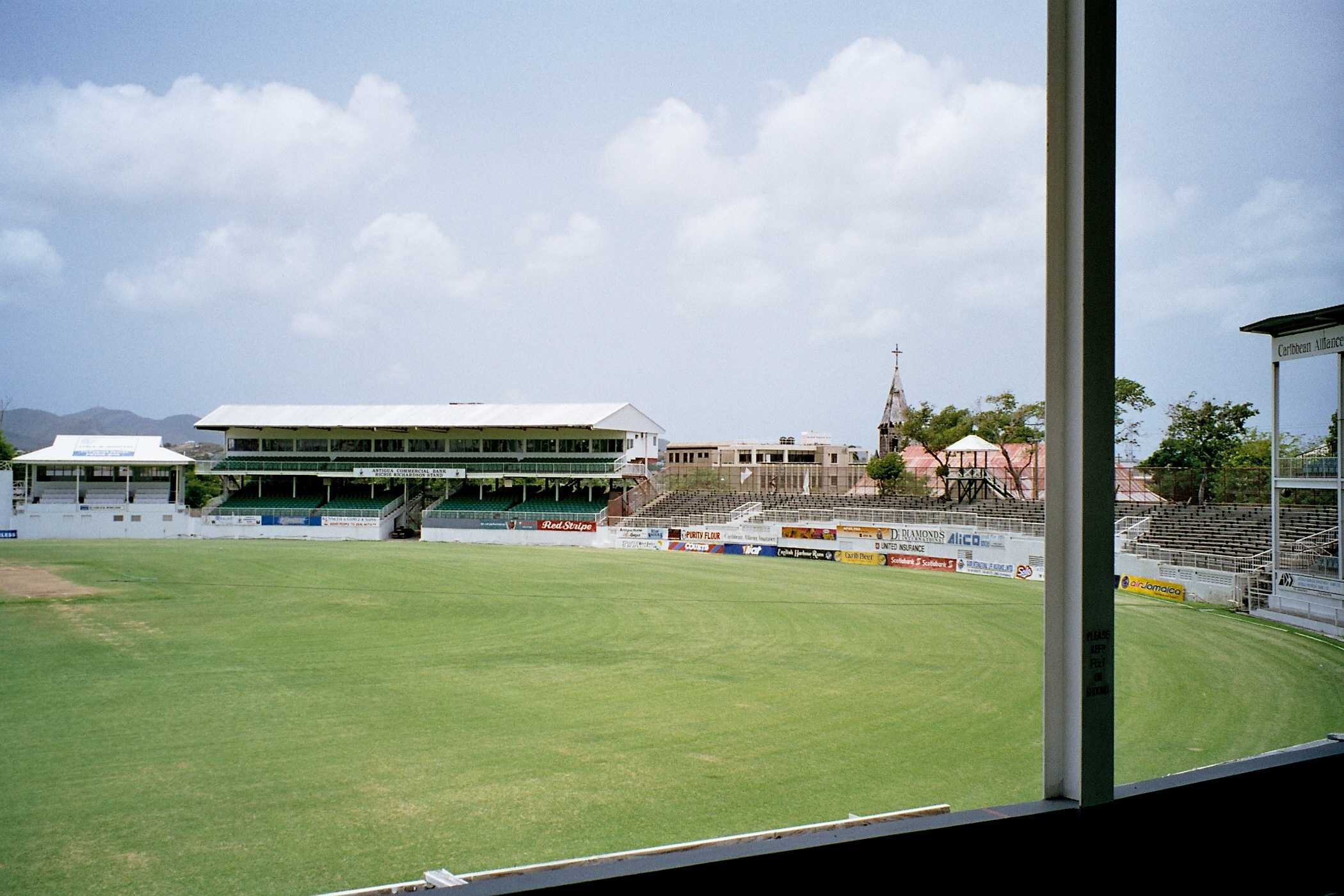
Vista del Antigua Recreation Ground.

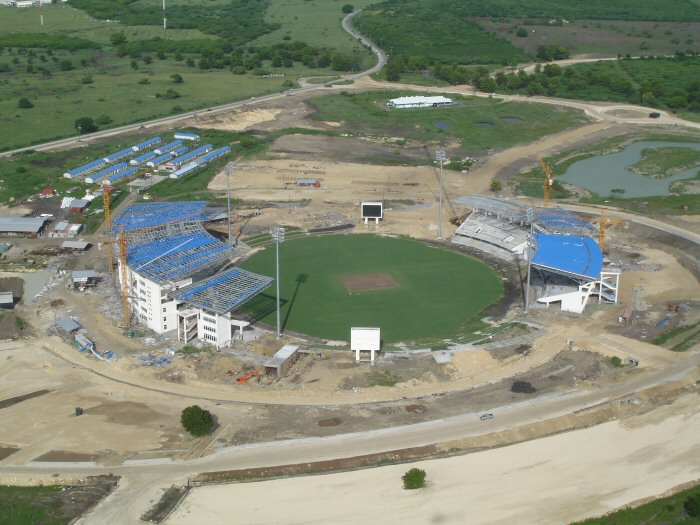
Imagen del Estadio Sir Vivian Richards en construcción en 2006, al este de Saint John.

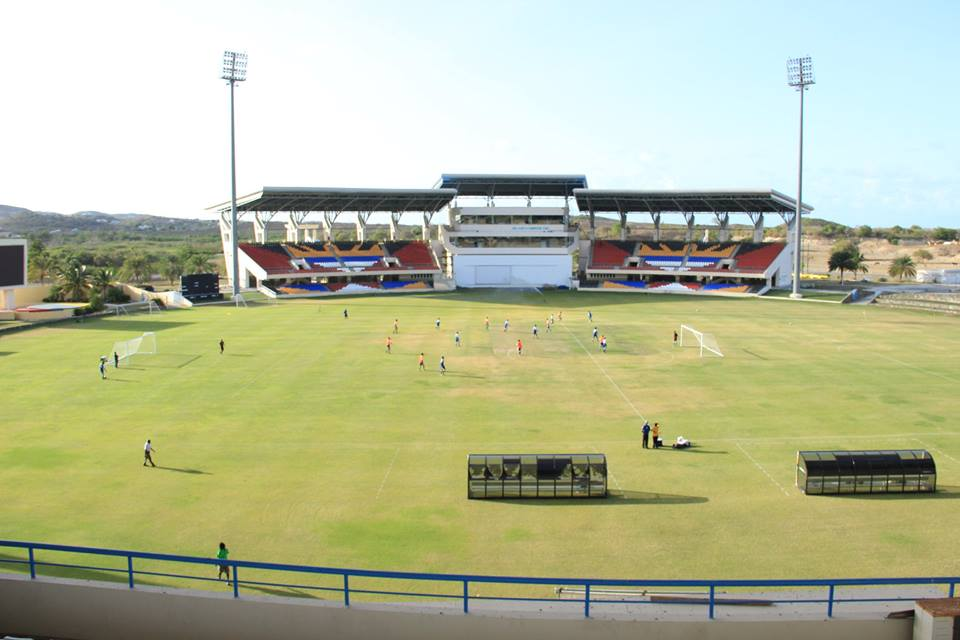
Imagen del Estadio Sir Vivian Richards en 2015.

Saint John dispone del campo de críquet Antigua Recreation Ground. Además, al este de Saint John se encuentra el Estadio Sir Vivian Richards, que fue construido principalmente para albergar partidos de la Copa mundial de Críquet de 2007, disputada en las Antillas entre el 13 de marzo y el 28 de abril de 2007, y de la que acogió un total de 8 encuentros.

## Hermanamientos
- Limbe, Camerún

## Personas relevantes con relación con la ciudad
- John William Ashe, diplomático
- Vere Bird, hombre de Estado
- Jamaica Kincaid, escritor